# Czogjal
Czogjal (język tybetański: ཆོས་རྒྱལ Wylie: chos rgyal, w luźnym tłumaczeniu "boski władca", skr., dharmarāja, sprawujący zarówno władzę polityczną jak i religijną) – tytuł dawnych władców Sikkimu z dynastii Namgjalów, rządzącej Sikkimem od roku 1642 do 1975, kiedy to w wyniku referendum Sikkim został przyłączony do Indii na prawach kolejnego, 22. stanu. Jednocześnie instytucja czogjala została obalona.
Tytuł czogjala w znaczeniu czysto religijnym jest też używany w niektórych liniach tradycji dzogczen np. Czogjal Namkhai Norbu.